# Museu Militar Suíço

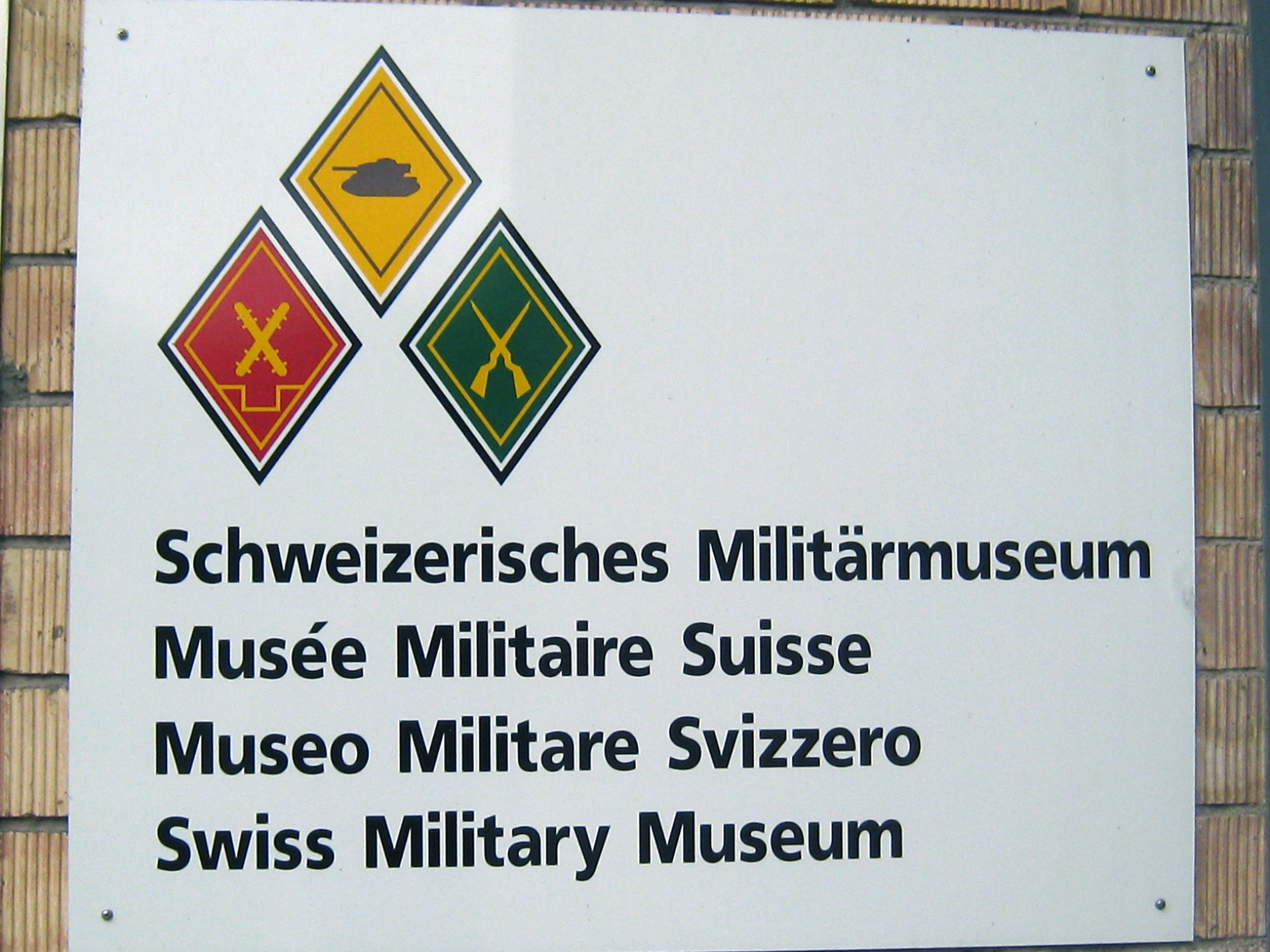
Placa de entrada do museu em alemão, francês, italiano e inglês.

O Museu Militar Suíço (em alemão:  Schweizerisches Militärmuseum) está localizado em Full-Reuenthal, no cantão de Argóvia, na Suíça.

## História do museu
As origens do museu remontam à Associação para a Promoção de um Museu de Tecnologia Militar (em alemão:  Verein zur Förderung eines wehrtechnischen Museums), fundada por Thomas Hug e amigos. Em 1989, o Museu da Fortaleza de Reuenthal (em alemão:  Festungsmuseum Reuenthal) foi inaugurado. A construção do museu militar em Full em uma antiga área industrial começou em 1998. O patrocinador do Museu Militar Suíço em Full é o Museu Militar e da Fortaleza de Full-Reuenthal (em alemão:  Verein Militär- und Festungsmuseum Full-Reuenthal) ou VMFM. Até 2011, os escritórios da associação localizavam-se na antiga Fortaleza de Reuenthal, que também funciona como museu desde 1989. Uma nova sala do museu foi inaugurada em abril de 2010.

## Coleção
O museu exibe equipamentos militares e uniformes das forças armadas suíças e estrangeiras, principalmente da Segunda Guerra Mundial e da Guerra Fria. O museu exibe principalmente tanques, artilharia, canhões antiaéreos e antitanque do Exército Suíço e outros exércitos do século XX em vários antigos salões de fábricas.
Uma característica especial é a coleção completa da fábrica do antigo fabricante de armas Oerlikon-Bührle no andar superior do museu. Isto inclui principalmente armas antiaéreas e aeronáuticas. O museu também possui uma bomba voadora V1 alemã, um dispositivo Reichenberg e motores e suportes de defesa de bombardeiros ingleses e americanos que caíram ou fizeram pousos de emergência na Suíça.

## Lista com algumas das exposições

### Exército Suíço
- Alouette III
- De Havilland Vampire DH.100
- AMX-13
- Panzer 61
- Panzer 68
- Zielfahrzeug 68
- Entpannungspanzer 65
- Brückenpanzer 68
- Canhão M68
- Saurer D 330 N
- Saurer 2DM
- Saurer 2 CM
- Saurer M6
- Saurer MH4
- Berna 2VM
- M548
- M113
- M109 howitzer
- Panzer 38(t)
- Centurion
- Rotinoff Super Atlantic
- Bucher FS 10 Flugzeugschlepper 78

### Veículos fora do Exército Suíço
- FBW 80-N
- Trabant
- Mina remota Goliath
- T-34
- T-55
- T-72
- Bomba voadora V-1
- Fieseler Fi 103R Reichenberg
- Tiger II (em construção)
- Panhard EBR
- Radar P-18
- Ural-4320
- 2S1 Gvozdika
- Schützenpanzer Lang HS.30
- MDK-2M
- GAZ-69
- Leopard 1
- PSzH
- Sturmgeschütz III

### Defesa Aérea
- Foguetes SNORA e SURA-D
- Bristol Bloodhound
- Super Fledermaus
- Oerlikon GDF
- Oerlikon 20 mm
- Mosquito
- RSD 58

### Antigo Museu da Fábrica Mowag
- Mowaga 4x4 (manequim)
- Mowag MR 8
- Mowag Roland
- Mowag Puma
- Mowag Shark
- Mowag Spy
- Mowag Tornado infantry fighting vehicle
- Mowag Trojan infantry fighting vehicle
- Mowag Pirat
- Mowag 3M1 Pirat
- Jagdpanzer MOWAG Cheetah
- Mowag Piranha
- Mowag Eagle
- MOWAG-AEG
- Mowag T1 4x4

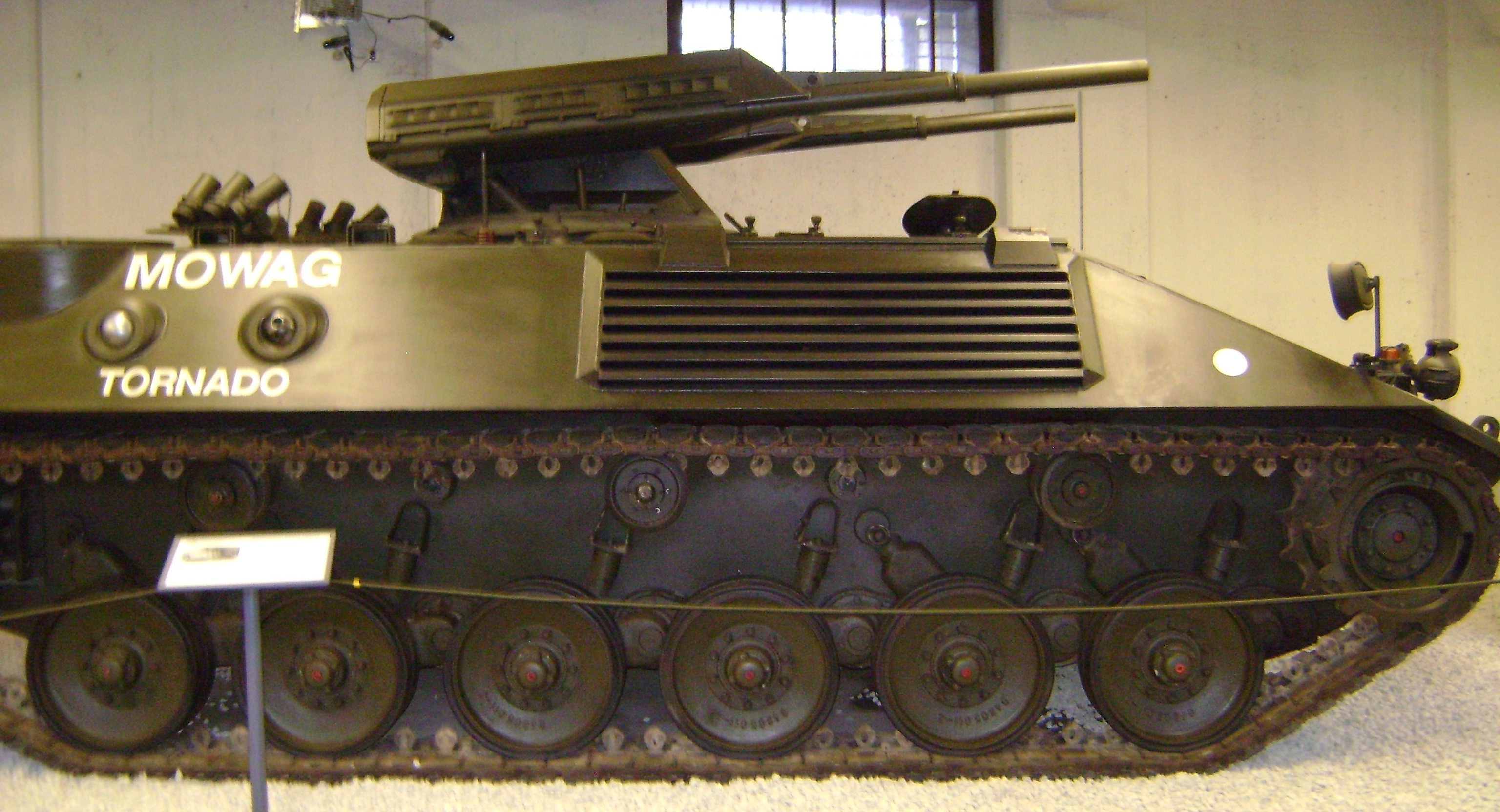
MOWAG Tornado 2
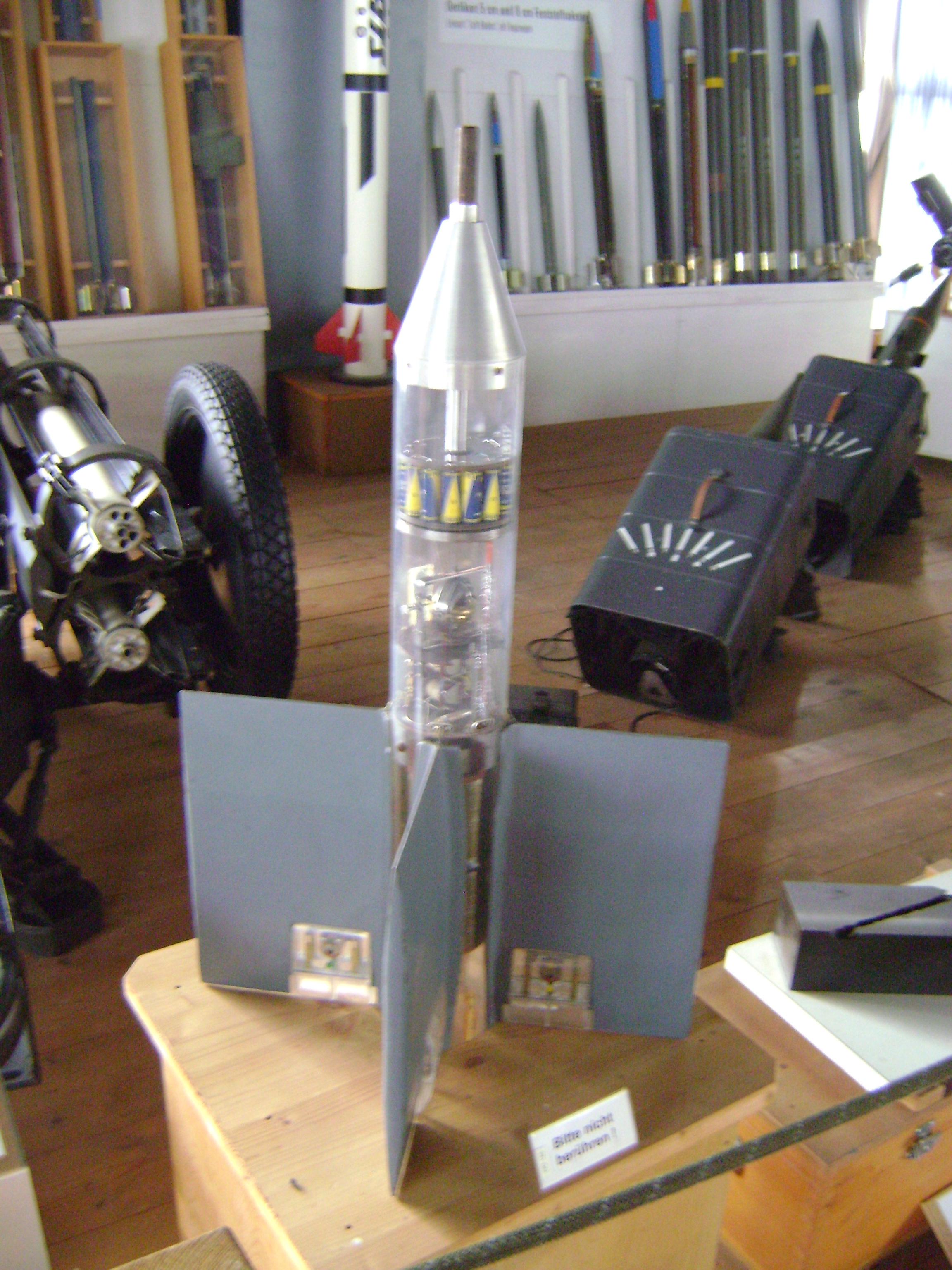
Míssil Oerlikon Mosquito
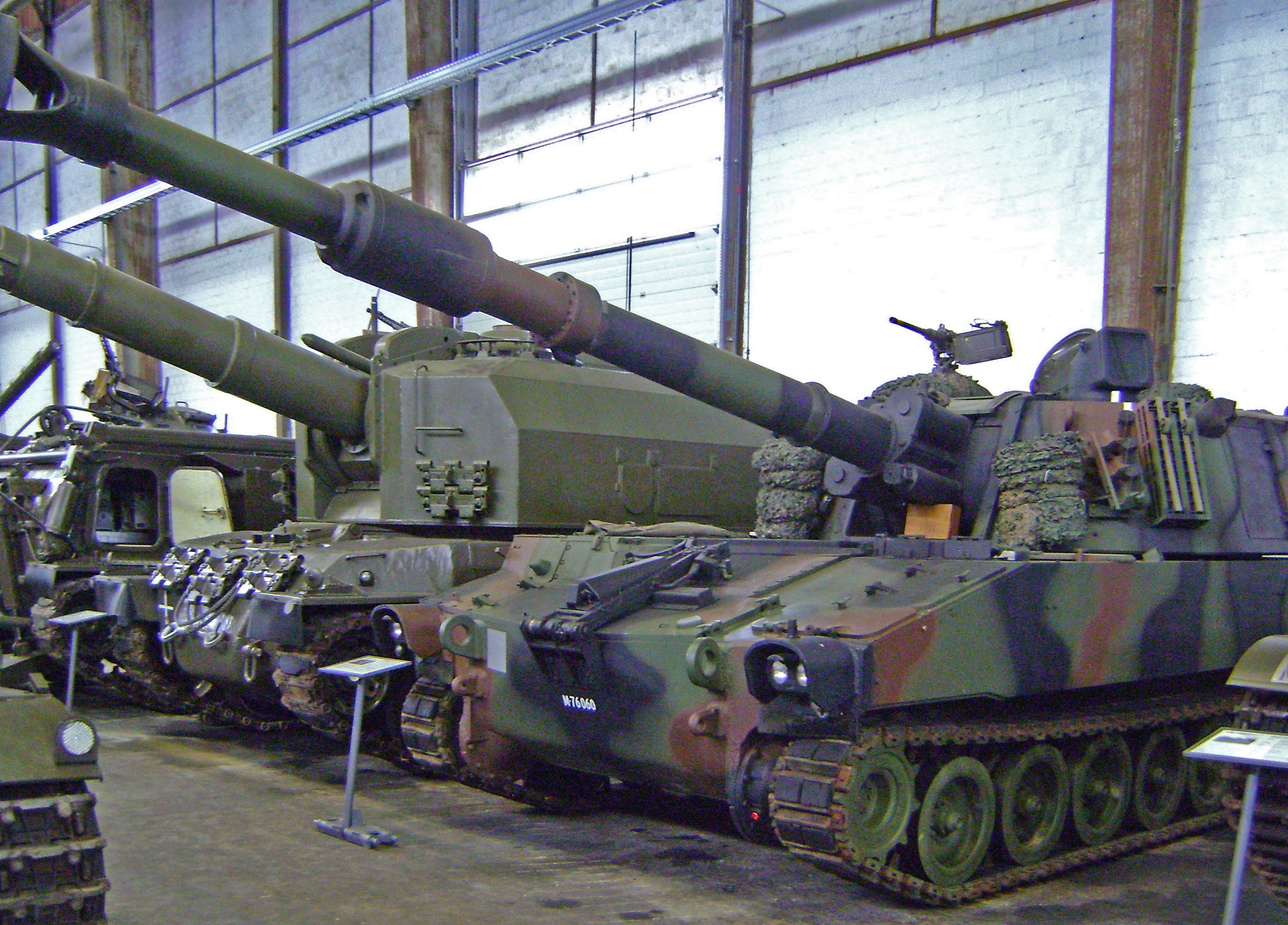
Panzerkanona 68, M109
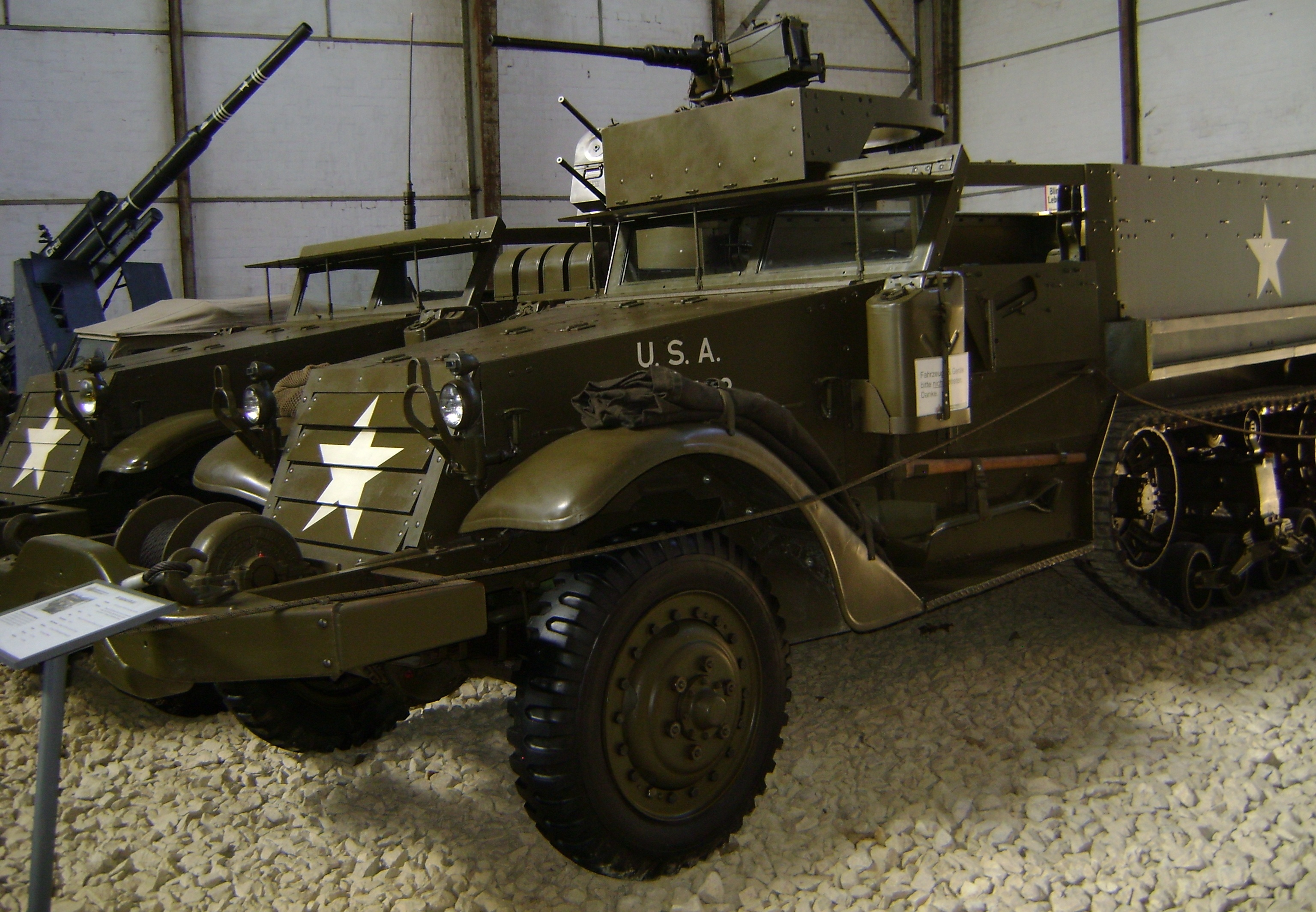
Meia-lagarta do Exército dos EUA
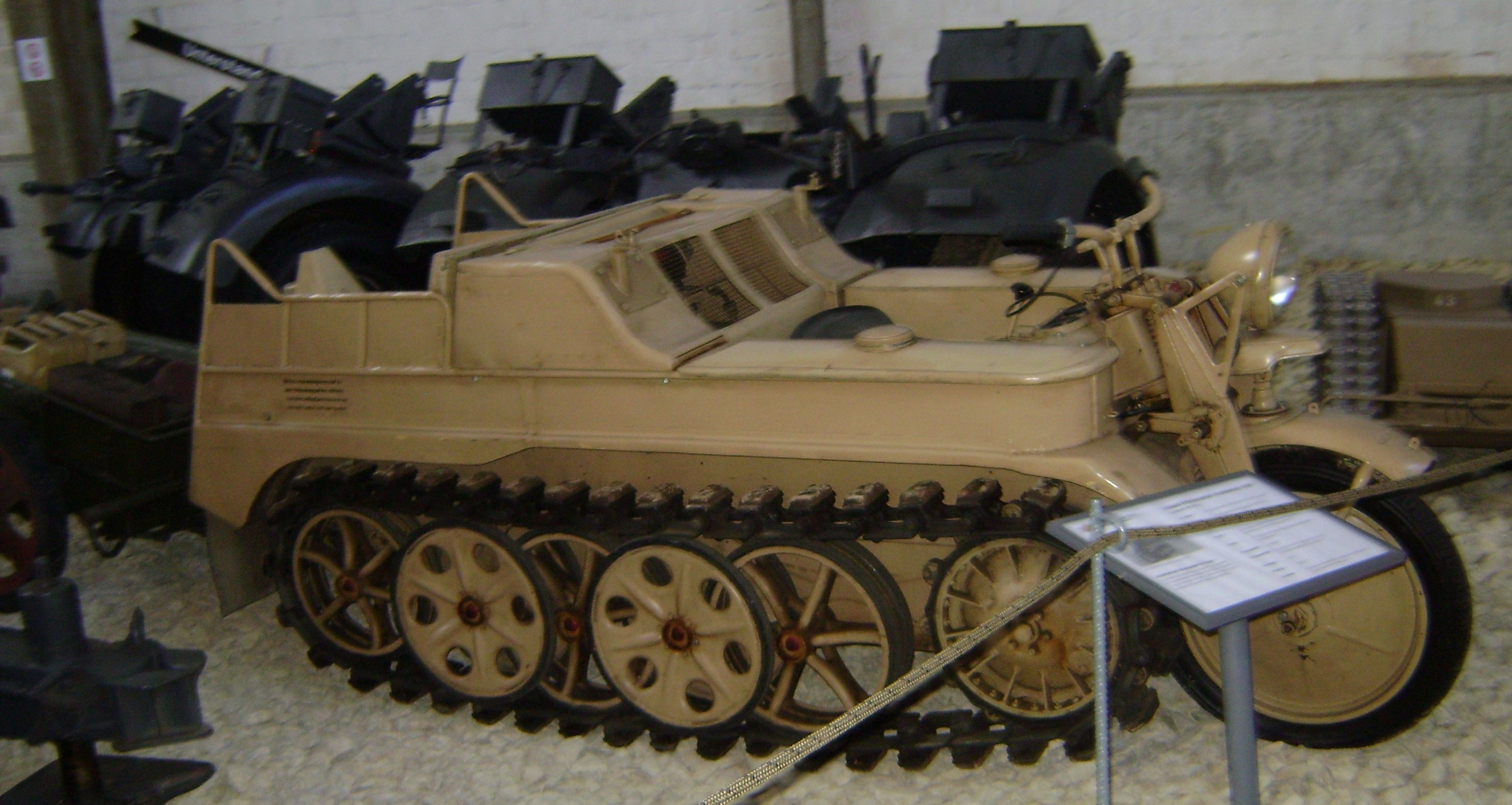
Kettenkrad